# Suillia flagripes
Suillia flagripes är en tvåvingeart som först beskrevs av Leander Czerny 1904.  Suillia flagripes ingår i släktet Suillia och familjen myllflugor. Inga underarter finns listade i Catalogue of Life.